# Cái chết và quốc tang Võ Nguyên Giáp
Võ Nguyên Giáp là đại tướng và là tổng tư lệnh Quân đội Nhân dân Việt Nam trong chiến tranh chống xâm lược của thực dân Pháp và kháng chiến chống Mỹ sau này. Đại tướng Võ Nguyên Giáp qua đời tại Bệnh viện Trung ương Quân đội 108, Hà Nội vào 18 giờ 9 phút ngày 4 tháng 10 năm 2013 (tức 30 tháng 8 âm lịch), hưởng thọ 102 tuổi.

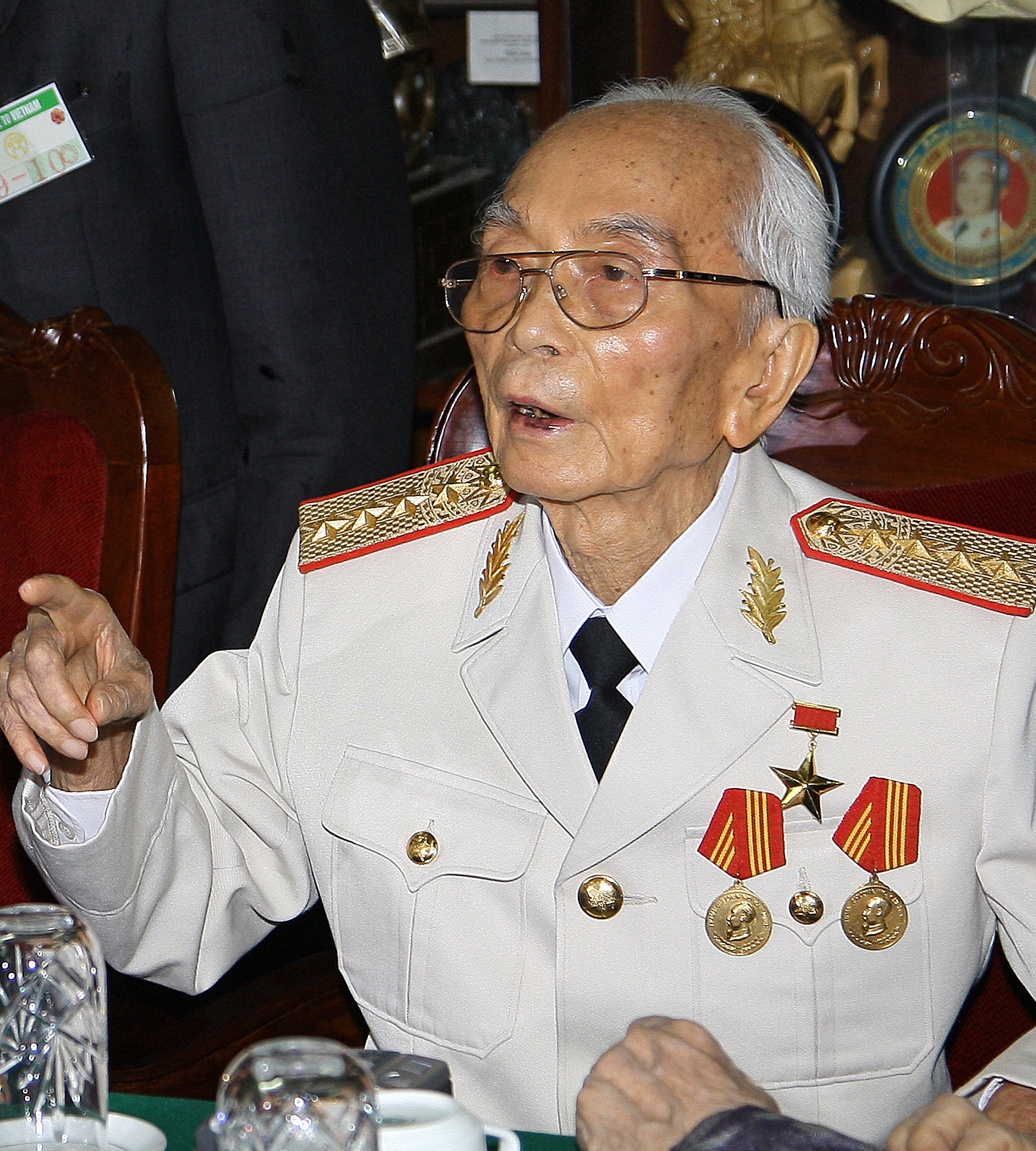
Đại tướng Võ Nguyên Giáp vào năm 2008

Ngày 24 tháng 6 năm 2009 ông nhập viện tại Bệnh viện Trung ương Quân đội 108 và nằm điều trị tại đây. Ông qua đời năm 103 tuổi (tuổi mụ) và được các cơ quan báo chí Việt Nam dẫn lời bác sĩ riêng nói là mất vì tuổi già. Chiều ngày 5 tháng 10 năm 2013, nhà nước Việt Nam cũng đã thông báo rằng là quốc tang trong 2 ngày 12-13 tháng 10 năm 2013. Linh cữu của Đại tướng Võ Nguyên Giáp được an táng tại quê nhà Quảng Trạch, Quảng Bình theo ý nguyện của ông và gia đình.
Sau 100 tuổi, sức khỏe của ông yếu hơn trước. Ngày 22 tháng 5 năm 2011, kênh VTV1 - Đài Truyền hình Việt Nam đã phát sóng chương trình thời sự với hình ảnh ông đang thực hiện việc bỏ phiếu thực hiện quyền công dân của mình trong cuộc bầu cử Quốc hội và Hội đồng nhân dân các cấp, xóa đi những đồn đoán về sức khỏe của ông trên những phương tiện thông tin không chính thống. Trong dịp Ngày Thương binh Liệt sĩ 27 tháng 7 năm 2011, Truyền hình Quân đội nhân dân phát sóng hình ảnh Thứ trưởng Bộ Quốc phòng Lê Hữu Đức đến thăm hỏi một số tướng lĩnh cao cấp đang nằm điều trị tại Bệnh viện Trung ương Quân đội 108, trong đó có Đại tướng Võ Nguyên Giáp. Qua theo dõi trong hình ảnh thì sức khỏe của ông đã tốt lên nhiều.

## Tang lễ

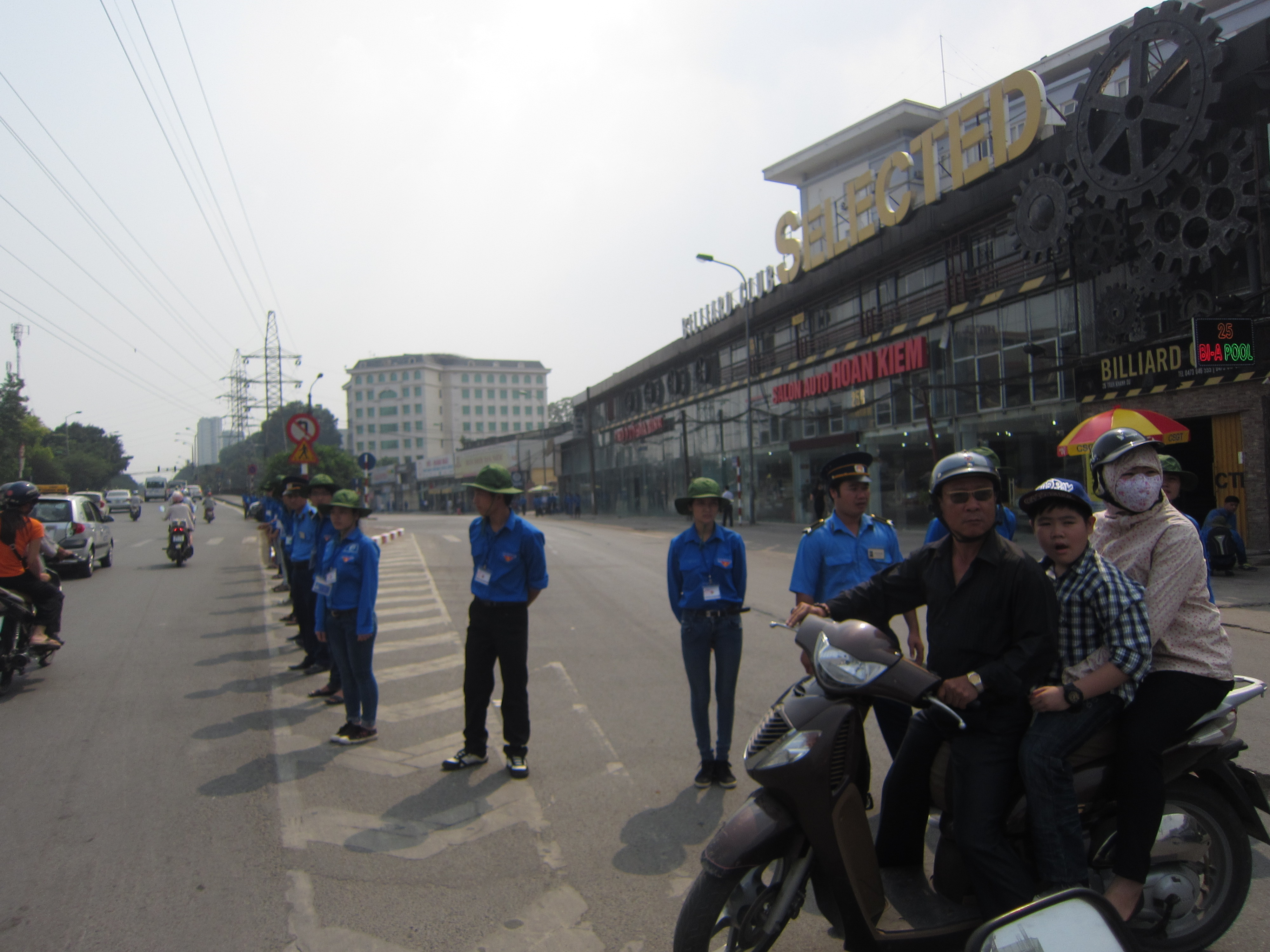
Hơn 6.000 thanh niên tình nguyện Hà Nội phục vụ trong đám tang

Ban tang lễ Đại tướng Võ Nguyên Giáp gồm 30 thành viên do Tổng Bí Thư Nguyễn Phú Trọng làm trưởng ban. Lễ đón mọi người đến thăm viếng với gia đình Võ Nguyên Giáp chiều ngày 6 tháng 10 kéo dài đến 18 giờ; từ ngày 7 – 10 tháng 10, sáng từ 8 giờ đến 11 giờ 30 phút, chiều từ 14 giờ đến 16 giờ. Vào 14 giờ 30 phút ngày 6 tháng 10 năm 2013, tại số 30 Hoàng Diệu, Hà Nội - nơi gia đình Võ Nguyên Giáp sinh sống mở cửa . Lễ viếng được tổ chức từ 7 giờ 30 phút ngày 12 tháng 10 năm 2013 tại Nhà tang lễ Quốc gia số 5 Trần Thánh Tông, Hà Nội; tại Trụ sở Ủy ban Nhân dân tỉnh Quảng Bình và Hội trường Thống Nhất thành phố Hồ Chí Minh. Ban đầu thời gian viếng tại nhà tang lễ sẽ được kéo dài đến 23 giờ ngày 12 tháng 10 , sau đó được thông báo là kéo dài đến 6 giờ sáng ngày 13 tháng 10 . Lễ truy điệu Đại tướng Võ Nguyên Giáp được tổ chức tại Nhà tang lễ quốc gia số 5 Trần Thánh Tông, Hà Nội, bắt đầu từ 7 giờ ngày 13 tháng 10 năm 2013.
Đã có hàng vạn người hàng ngày xếp hàng vào viếng tại tư gia số 30 Hoàng Diệu, Hà Nội

### Từ lúc mất đến trước 12 giờ ngày 11 tháng 10
Gia đình ông đồng ý cho phép người dân vào nhà riêng ở 30 Hoàng Diệu viếng Đại tướng. 2 ngày đầu tiên (trong đó ngày đầu tiên bắt đầu viếng từ lúc 14 giờ 30 phút chiều ngày 6 tháng 10) đã có hơn 14.000 người viếng và ngày 8 tháng 10 sơ bộ có khoảng hơn 20.000 người vào viếng. Như vậy, tính đến ngày 8 tháng 10 đã có khoảng hơn 3, 4 vạn người vào viếng Đại tướng. Số người vào viếng từ khắp nơi đổ về những ngày tiếp theo tăng cao, mặc dù chính thức kết thúc từ 23 giờ ngày 11 tháng 10 nhưng vẫn có một số đoàn viếng muộn, như đội tuyển U19 Việt Nam

### Từ 12 giờ ngày 11 đến 17 giờ ngày 13 tháng 10

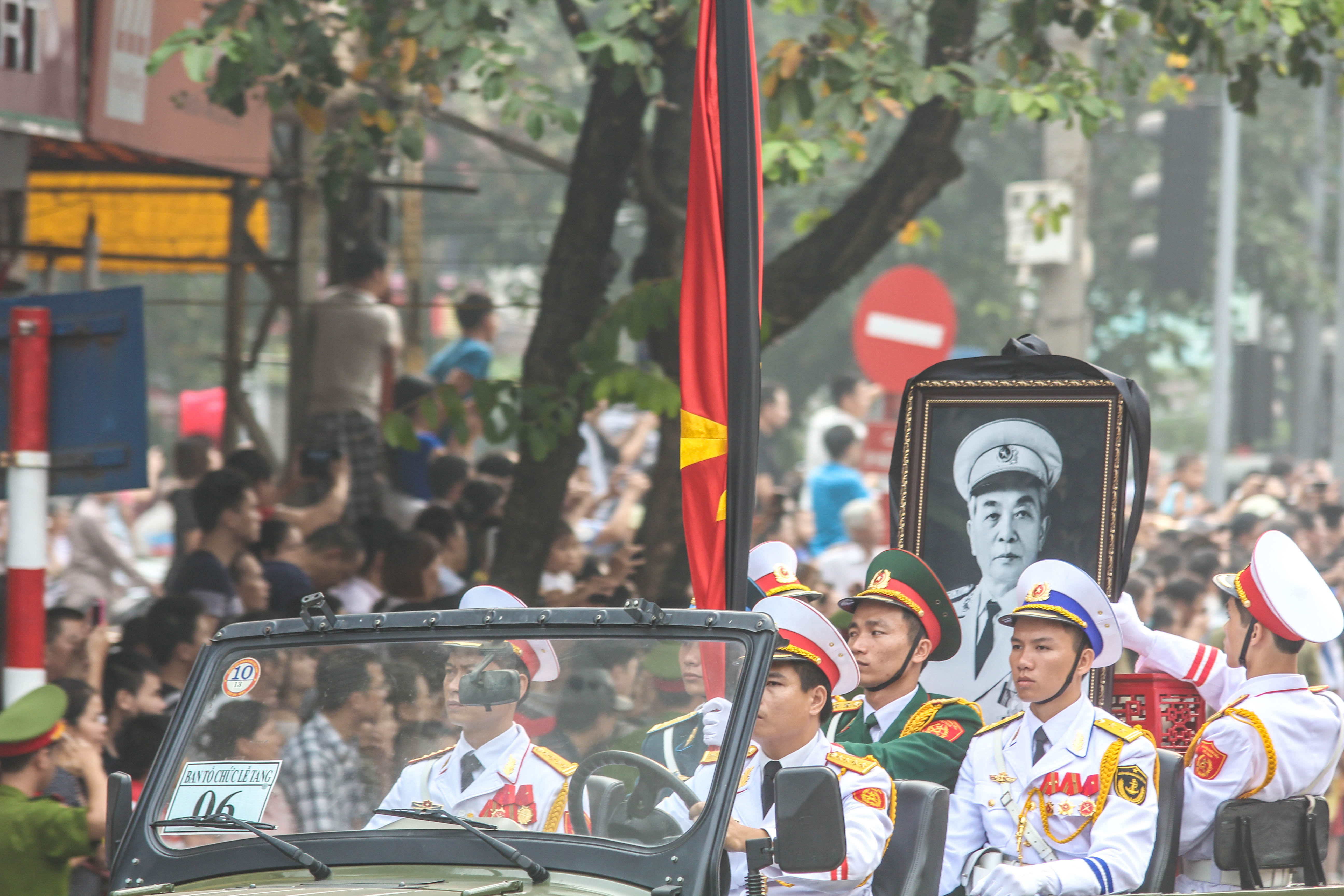
Đoàn xe tang đưa linh cữu Võ Nguyên Giáp ra sân bay

Theo quy định ban đầu quốc tang trong hai ngày 12 và 13 tháng 10, nhưng sau đó quy định treo cờ rủ từ 12 giờ ngày 11 đến 12 giờ ngày 13 tháng 10 . Sáng 12 tháng 10, đoàn Ban Chấp hành Trung ương do Tổng bí thư Nguyễn Phú Trọng dẫn đầu, đoàn Chủ tịch nước do Chủ tịch nước Trương Tấn Sang dẫn đầu, có nguyên Chủ tịch nước Trần Đức Lương, Nguyễn Minh Triết, đoàn Quốc hội do Chủ tịch Quốc hội Nguyễn Sinh Hùng dẫn đầu, đoàn Chính phủ do Thủ tướng Chính phủ Nguyễn Tấn Dũng dẫn đầu, có nguyên Thủ tướng Phan Văn Khải, đoàn Quân ủy Trung ương, Bộ Quốc phòng do Đại tướng Phùng Quang Thanh dẫn đầu,... tới viếng. Nguyên Tổng bí thư Đỗ Mười, Lê Khả Phiêu, Nông Đức Mạnh, nguyên Chủ tịch Quốc hội Nguyễn Văn An cũng đến viếng. Theo thông tin thời sự VTV tối 12 tháng 10, người nhà Đại tướng Lê Đức Anh gửi vòng hoa kính viếng... Đến 21 giờ tối 12 tháng 10, có khoảng hơn 20.000 lượt người vào dâng hưởng, tưởng niệm Đại tướng tại nhà tang lễ quốc gia số 5 Trần Thánh Tông - Hà Nội. Đến hơn 20 giờ ngày 12 tháng 10, tại Quảng Bình đã có hơn 450 đoàn với trên 10.000 lượt người vào dâng hương, viếng Đại tướng Võ Nguyên Giáp. Đến 21 giờ ngày 12 tháng 10, tại Hội trường Thống Nhất, Thành phố Hồ Chí Minh, đã có hơn 770 đoàn với hơn 80.000 lượt người đến viếng . Đoàn cuối cùng vào viếng lúc 1 giờ sáng 13 tháng 10, ở Hà Nội. Tại Thành phố Hồ Chí Minh, tính đến 24 giờ ngày 12.10, có 2.825 đoàn viếng, ước tính trên 119.000 người, riêng tại Hội trường Thống Nhất, khoảng 78.700 người đến viếng, và TP. HCM tổ chức lễ viếng đến 2 giờ sáng .
Về quốc tế, Đoàn đại biểu cấp cao nước CHDCND Lào do Tổng Bí thư Ban Chấp hành Trung ương Đảng Nhân dân Cách mạng Lào Choummaly Sayasone dẫn dầu, Đoàn đại biểu cấp cao Vương quốc Campuchia do Samdech Heng Samrin, Chủ tịch danh dự Đảng Nhân dân Campuchia (CPP), Chủ tịch Quốc hội Vương quốc Campuchia dẫn đầu. Đoàn đại biểu cấp cao Algeria do Bộ trưởng Cựu chiến binh, Mohamed-Chérif Abbas, Đoàn đại biểu cấp cao Cộng hòa Mozambique, do Đại tướng Alberto Chipande, Ủy viên Bộ Chính trị Đảng Mặt trận Giải phóng Mozambique (Frelimo); cùng các đoàn ngoại giao, tùy viên quân sự đến viếng. Khoảng 100 đoàn quốc tế viếng Đại tướng Võ Nguyên Giáp tại Việt Nam.
Ở nước ngoài, Thủ tướng Algeria, ông Abdelmalek Sellal, đã đến Đại sứ quán Việt Nam tại Algiers viếng, Bộ trưởng Quốc phòng Ấn Độ A.K Antony đoàn Bộ Quốc phòng Trung Quốc do Phó Tổng tham mưu trưởng Đô đốc Hải quân Sun Jianguo dẫn đầu; đoàn Bộ Ngoại giao Trung Quốc do Thứ trưởng Zhuo Jun dẫn đầu , Chủ tịch Thượng viện Bỉ André Flahaut, Thượng nghị sĩ Mỹ Tom Harkin, Hạ nghị sĩ Mỹ Eni Faleomavaega... đến viếng tại các đại sứ quán nước ngoài.

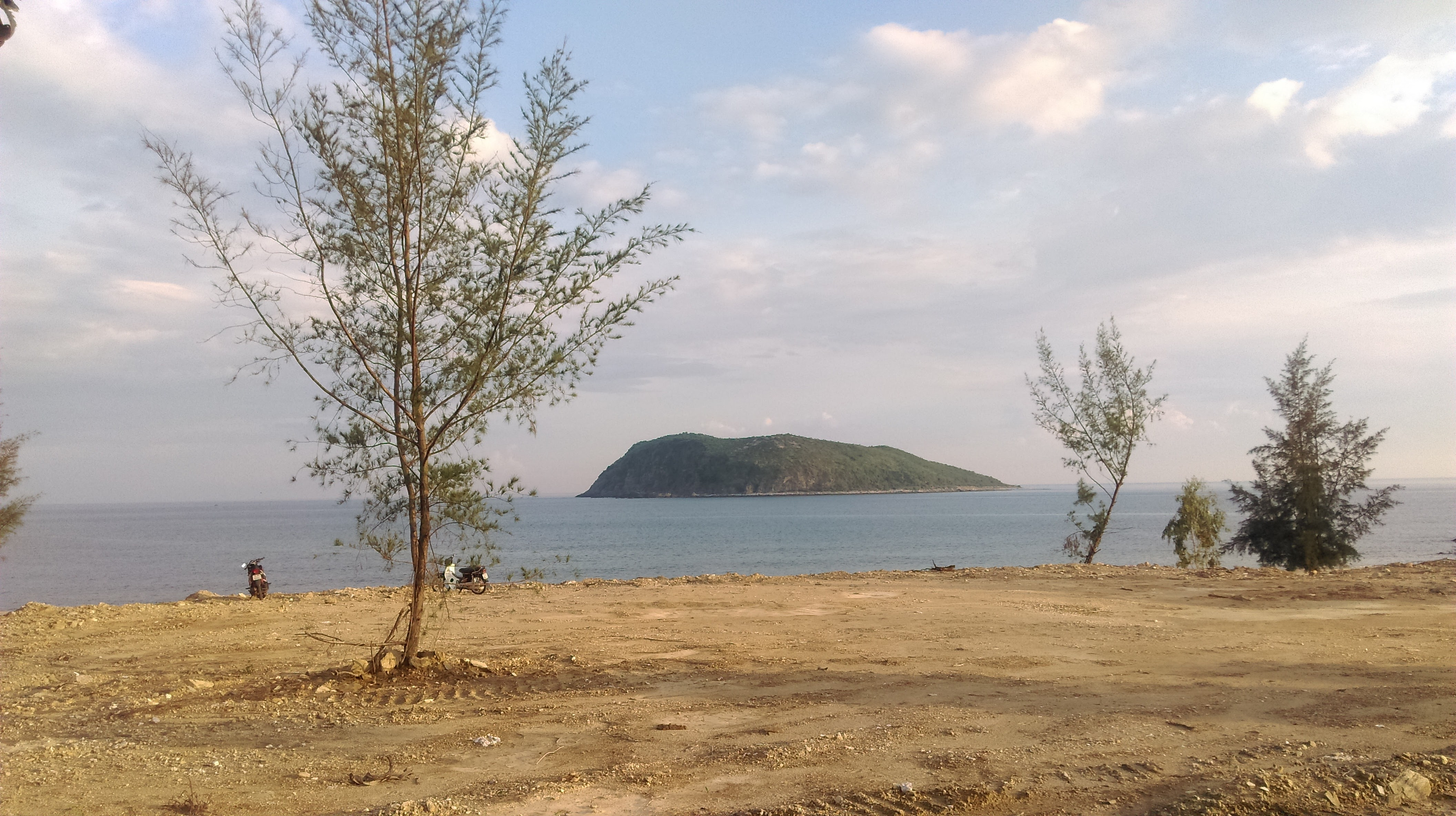
Đảo Yến, nơi an táng Đại tướng Võ Nguyên Giáp

7 giờ sáng 13 tháng 10, cử hành lễ truy điệu Đại tướng, tham gia tại Hà Nội có các lãnh đạo Việt Nam Tổng bí thư Nguyễn Phú Trọng, Chủ tịch nước Trương Tấn Sang, Thủ tướng Chính phủ Nguyễn Tấn Dũng, Chủ tịch Quốc hội Nguyễn Sinh Hùng, Tổng bí thư Đảng Nhân dân cách mạng Lào, Chủ tịch nước Lào Choummaly Sayasone, Chủ tịch Quốc hội Campuchia Heng Samrin, thường trực Ban Bí thư - Đại tướng Lê Hồng Anh, nguyên Tổng bí thư Đỗ Mười, Lê Khả Phiêu, Nông Đức Mạnh, nguyên Chủ tịch nước Trần Đức Lương, nguyên Thủ tướng Chính phủ Phan Văn Khải,... Tổng Bí thư Nguyễn Phú Trọng đọc điếu văn. Linh cữu chuyển ra sân bay Nội Bài. Ra sân bay có các ông Nguyễn Phú Trọng, Trương Tấn Sang, Lê Khả Phiêu, Nông Đức Mạnh, Đại tướng Lê Hồng Anh, Đại tướng Phùng Quang Thanh... Dọc đường đi có hàng triệu đồng bào chiến sĩ đứng hai bên đường vĩnh biệt Đại tướng - theo lời Phó Thủ tướng Nguyễn Xuân Phúc. Vào 16 giờ cùng ngày lễ an táng Đại tướng tổ chức tại Vũng Chùa - Đảo Yến (thôn Thọ Sơn, xã Quảng Đông, huyện Quảng Trạch, tỉnh Quảng Bình), có sự tham gia của các ông Trương Tấn Sang, Nguyễn Xuân Phúc, Lê Hồng Anh, Phùng Quang Thanh,... và đông đảo người dân từ nhiều nơi đổ về.
Chiều cùng ngày, Thủ tướng Trung Quốc Lý Khắc Cường đến thăm chính thức Việt Nam có gửi lời chia buồn tới Đảng, nhà nước và nhân dân Việt Nam .

## Phản ứng

### Trong nước

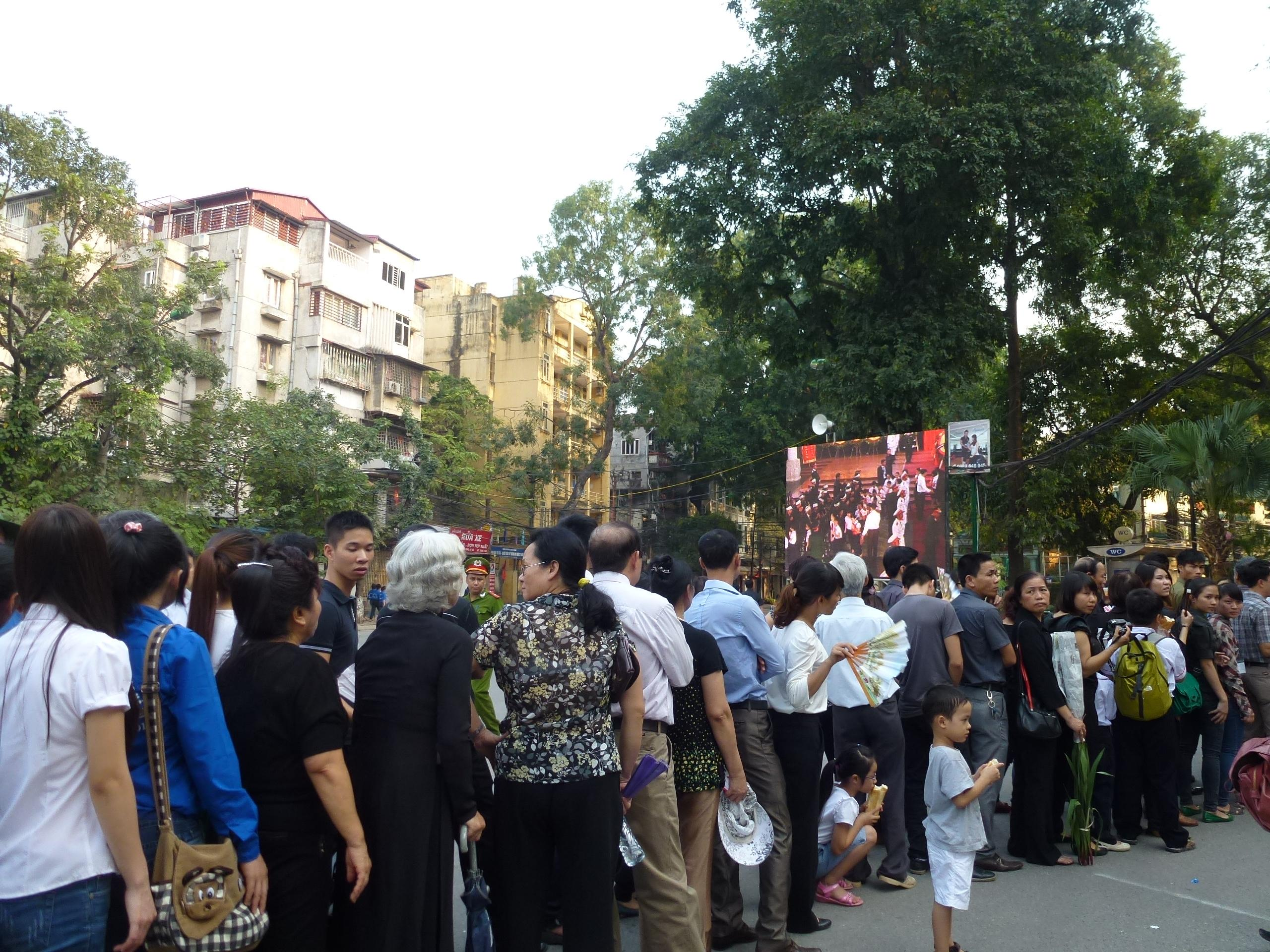
Dòng người vào viếng Đại tướng Võ Nguyên Giáp tại Hà Nội

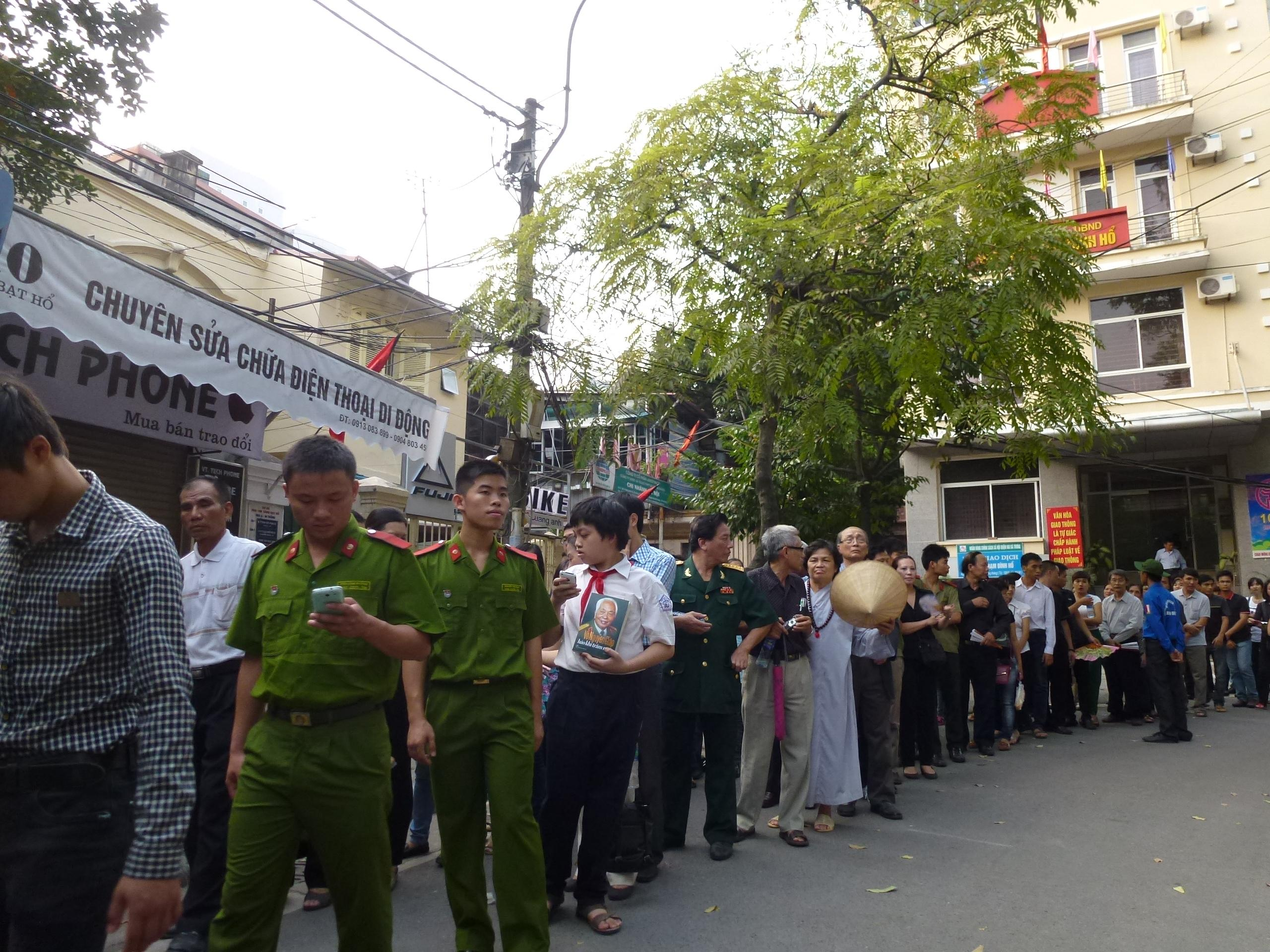
Dòng người vào viếng Đại tướng Võ Nguyên Giáp, một học sinh mang theo cuốn sách Võ Nguyên Giáp - Hào khí trăm năm in hình Đại tướng

Sau khi tin Võ Nguyên Giáp qua đời, trên các trang mạng xã hội bắt đầu chia sẻ thông tin ông qua đời. VnExpress, một đơn vị chịu sự quản lý của Bộ Thông tin và truyền thông đưa thông tin vào lúc 20 giờ 42 phút cùng ngày , trở thành tờ báo đầu tiên chính thống đầu tiên tại Việt Nam đưa tin. Đài Truyền hình Việt Nam trong bản tin thời sự 12 giờ trưa ngày hôm sau đưa ra thông báo này. Ngày 8 tháng 10, gia đình lập một trang Facebook về ông.

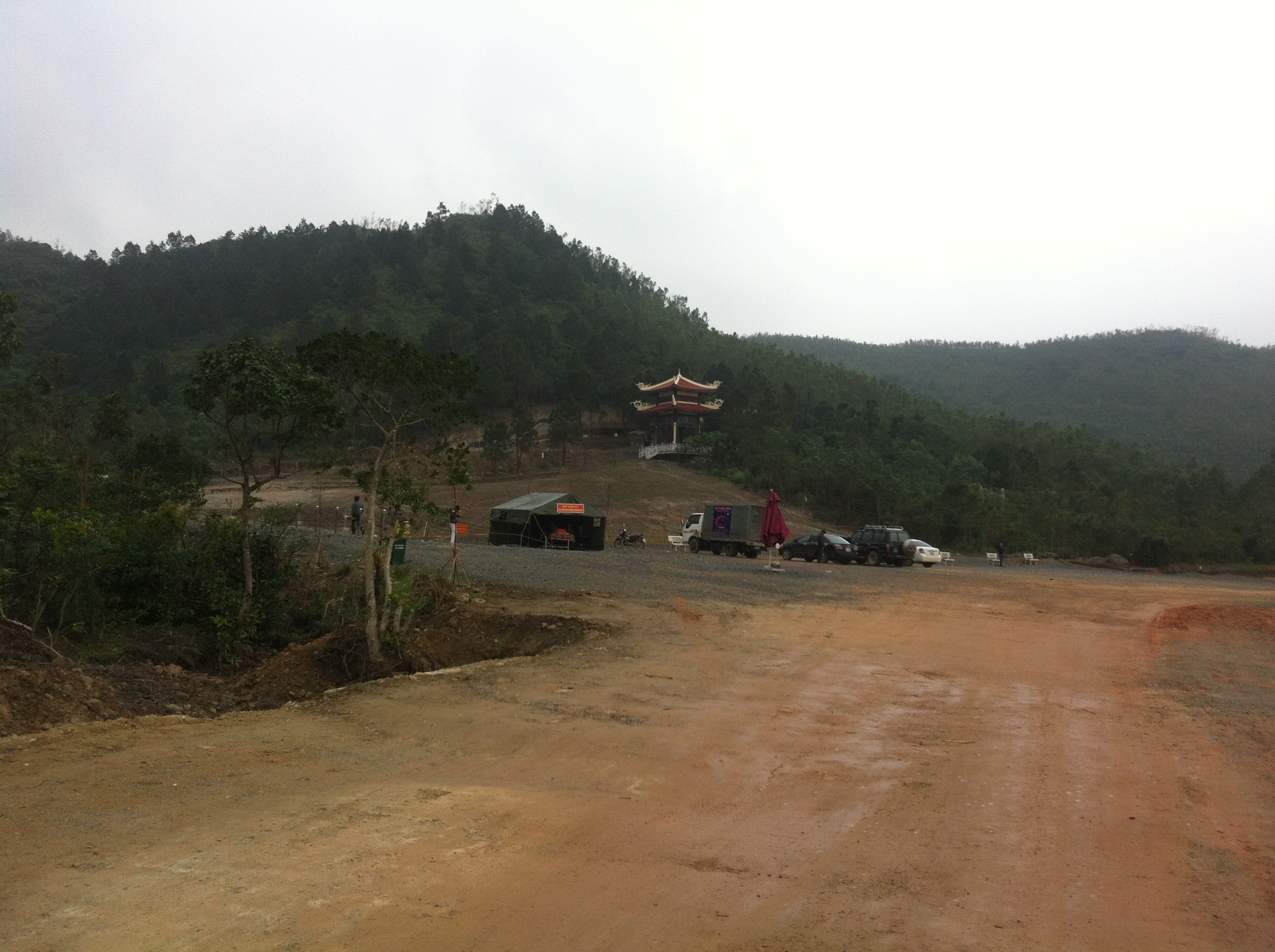
Mộ đại tướng Võ Nguyên Giáp

Ngày 5 tháng 10, nhà nước Việt Nam ra thông cáo đặc biệt về tin ông từ trần, với nội dung:
“ Ban Chấp hành Trung ương Đảng Cộng sản Việt Nam, Quốc hội nước Cộng hòa xã hội chủ nghĩa Việt Nam, Chủ tịch nước Cộng hòa xã hội chủ nghĩa Việt Nam, Chính phủ nước Cộng hòa xã hội chủ nghĩa Việt Nam, Ủy ban Trung ương Mặt trận Tổ quốc Việt Nam và Quân ủy Trung ương, vô cùng thương tiếc báo tin:
Đồng chí Đại tướng Võ Nguyên Giáp, tên khai sinh: Võ Giáp (bí danh: Văn); sinh ngày 25/8/1911, quê xã Lộc Thủy, huyện Lệ Thủy, tỉnh Quảng Bình; nguyên Ủy viên Bộ Chính trị, nguyên Bí thư Quân ủy Trung ương, nguyên Phó Thủ tướng thường trực Chính phủ; nguyên Bộ trưởng Bộ Quốc phòng, Tổng Tư lệnh Quân đội nhân dân Việt Nam; Đại biểu Quốc hội từ khóa I đến khóa VII.
Do tuổi cao, sức yếu, mặc dù đã được Đảng, Nhà nước, Quân ủy Trung ương, Bộ Quốc phòng và tập thể các giáo sư, bác sĩ, nhân viên y tế trong và ngoài quân đội cùng gia đình hết lòng chăm sóc, đồng chí đã từ trần hồi 18 giờ 09 phút, ngày 4/10/2013 (tức ngày 30 tháng 8 năm Quý Tỵ), tại Bệnh viện Trung ương Quân đội 108; hưởng thọ 103 tuổi.
Suốt cuộc đời hoạt động cách mạng liên tục trên 80 năm, đồng chí đã có nhiều công lao to lớn đối với sự nghiệp cách mạng của Đảng và dân tộc. Là người học trò xuất sắc và gần gũi của Chủ tịch Hồ Chí Minh, là Đại tướng đầu tiên và Tổng Tư lệnh Quân đội nhân dân Việt Nam, đồng chí được nhân dân yêu mến, kính trọng, bạn bè quốc tế ngưỡng mộ, là niềm tự hào của các thế hệ cán bộ, chiến sĩ toàn quân.
Đồng chí đã được Đảng và Nhà nước tặng thưởng Huân chương Sao vàng, Huân chương Hồ Chí Minh, Huy hiệu 70 năm tuổi Đảng và nhiều huân, huy chương cao quý khác của Việt Nam và quốc tế.
Đồng chí mất đi là một tổn thất lớn đối với Đảng, Nhà nước, nhân dân và Quân đội ta.
Để tỏ lòng thương tiếc và biết ơn đồng chí Đại tướng Võ Nguyên Giáp, Ban Chấp hành Trung ương Đảng Cộng sản Việt Nam, Quốc hội nước Cộng hòa xã hội chủ nghĩa Việt Nam, Chủ tịch nước Cộng hòa xã hội chủ nghĩa Việt Nam, Chính phủ nước Cộng hòa xã hội chủ nghĩa Việt Nam, Ủy ban Trung ương Mặt trận Tổ quốc Việt Nam và Quân ủy Trung ương quyết định tổ chức tang lễ đồng chí Đại tướng Võ Nguyên Giáp với nghi thức quốc tang.
BAN CHẤP HÀNH TRUNG ƯƠNG ĐẢNG CỘNG SẢN VIỆT NAM
QUỐC HỘI NƯỚC CỘNG HÒA XÃ HỘI CHỦ NGHĨA VIỆT NAM
CHỦ TỊCH NƯỚC CỘNG HÒA XÃ HỘI CHỦ NGHĨA VIỆT NAM
CHÍNH PHỦ NƯỚC CỘNG HÒA XÃ HỘI CHỦ NGHĨA VIỆT NAM
ỦY BAN TRUNG ƯƠNG MẶT TRẬN TỔ QUỐC VIỆT NAM
QUÂN ỦY TRUNG ƯƠNG ”

### Quốc tế
- Algérie: Tổng thống Abdelaziz Bouteflika đã gửi điện chia buồn tới Chủ tịch nước Trương Tấn Sang, trong đó nhấn mạnh tên của Đại tướng - người anh hùng quân đội của nền độc lập Việt Nam và là người đã khiến cho thực dân Pháp hoảng loạn ở Điện Biên Phủ - "sẽ vẫn mãi khắc sâu trong ký ức của nhân dân Algeria." Ngày 9 tháng 10, thủ tướng Algérie Abdelmalek Sellal đã đến viếng Đại tướng Võ Nguyên Giáp tại Đại sứ quán Việt Nam tại nước này, thay cho Tổng thống lúc đó đang có sức khỏe không tốt [27]. Ngày 12 tháng 10, Bộ trưởng Cựu chiến binh, Mohamed-Chérif Abbas dẫn đầu đoàn đại biểu Algeria tham gia lễ viếng Đại tướng Võ Nguyên Giáp.[28]
- Anh Quốc: Đại sứ Anh Antony Stokes nói: "Tôi xin gửi lời chia buồn đến người dân Việt Nam khi họ tiếc thương Tướng Giáp, người đã đóng một vai trò mạnh mẽ và chủ chốt trong lịch sử Việt Nam. Vào lúc này, tôi cũng xin chia buồn tới gia đình và bạn bè của ông".[29]
- Argentina: Đại sứ Cộng hòa Argentina đã gửi điện chia buồn.[30]
- Ấn Độ: Thủ tướng Ấn Độ Manmohan Singh gửi Thư chia buồn [31].
- Brasil: Tổng thống Brasil Dilma Rousseff gửi điện chia buồn tới Chủ tịch nước Trương Tấn Sang [32].
- Campuchia: Quốc vương Campuchia Norodom Sihamoni gửi điện chia buồn [33]. Ngày 6 tháng 10 năm 2013, Chủ tịch đảng Nhân dân Campuchia cầm quyền Chea Sim, Chủ tịch Thượng Nghị viện Vương quốc Campuchia đã gửi điện chia buồn đến Tổng Bí thư Nguyễn Phú Trọng và Ban chấp hành Trung ương Đảng Cộng sản Việt Nam.[34] Ngày 12 tháng 10, Heng Samrin, Chủ tịch Quốc hội Vương quốc Campuchia, Chủ tịch danh dự Đảng Nhân dân Campuchia (CPP) dẫn đầu đoàn đại biểu Vương quốc Campuchia tham gia lễ viếng.[28]
- Chile: Tổng thống Chile Miguel Juan Sebastián Piñera đã gửi điện chia buồn đến Chủ tịch nước Trương Tấn Sang.[30]
- Cuba: Bí thư Thứ nhất Ban Chấp hành Trung ương Đảng Cộng sản, Chủ tịch Hội đồng Nhà nước và Hội đồng Bộ trưởng Cuba, Đại tướng Raúl Castro đã gửi điện chia buồn tới các lãnh đạo Đảng, Nhà nước và Chính phủ Việt Nam [35].
- Hàn Quốc: Điện chia buồn của Bộ trưởng Bộ Ngoại giao Hàn Quốc Yun Byung-se [31].
- Lào: Ngày 7 tháng 10, Ban Chấp hành Trung ương Đảng Nhân dân Cách mạng Lào, Quốc hội, Chính phủ, Mặt trận Lào Xây dựng đất nước và Ủy ban Quốc phòng - An ninh Trung ương đã gửi điện chia buồn về việc Đại tướng Võ Nguyên Giáp qua đời.[36] Sáng 12 tháng 10, đoàn đại biểu Cộng hòa Dân chủ nhân dân Lào do Tổng Bí thư Ban Chấp hành Trung ương Đảng Nhân dân Cách mạng Lào Choummaly Sayasone dẫn đầu đã vào viếng Đại tướng Võ Nguyên Giáp.[28]
- Liên minh châu Âu: Đại sứ - trưởng phái đoàn EU tại Việt Nam Franz Jessen gửi lời chia buồn tới gia đình của Đại tướng và bày tỏ sự trân trọng: "Tướng Giáp đã cống hiến cả cuộc đời ông để phục vụ đất nước, và cũng trong suốt cuộc đời ông, Việt Nam đã đi lên từ một quốc gia bị xâm lược và kém phát triển, thành một quốc gia độc lập có mức thu nhập trung bình, hội nhập cả về mặt kinh tế và chính trị với thế giới và đóng một vai trò quan trọng trong khu vực".[29]
- Mozambique: Tổng thống Mozambique Armando Guebuza gửi điện chia buồn [31].
- Nhật Bản: Sáng 7 tháng 10, thủ tướng Abe Shinzō đã chân thành bày tỏ cảm xúc của mình về việc Đại tướng vừa từ trần, đồng thời thông qua Chủ tịch nước Việt Nam gửi lời chia buồn sâu sắc đến gia quyến và nhân dân Việt Nam.[37]
- Nga: Điện chia buồn của Thứ trưởng Bộ Ngoại giao Liên bang Nga Igor Morgulov, thay mặt và thừa Ủy quyền của Ban lãnh đạo Liên bang Nga[38]. Điện chia buồn của Thứ trưởng Bộ Quốc phòng Nga A. Antonov [39].
- Nicaragua: Chính phủ Nicaragua đã gửi thông điệp chia buồn tới Chính phủ Việt Nam sau khi nhận được thông tin về việc Đại tướng Võ Nguyên Giáp từ trần.[40]
- Palestine: Tổng thống Palestine Mahmoud Abbas gửi điện chia buồn tới Chủ tịch nước Việt Nam Trương Tấn Sang [32].
- Pháp: Ngày 5 tháng 10 năm 2013, Hãng tin Pháp AFP trích lời Ngoại trưởng Pháp Laurent Fabius cho biết: "Tôi rất xúc động khi nhận được tin tướng Giáp qua đời. Đây là một người Việt Nam yêu nước vĩ đại, được tất cả người dân Việt Nam yêu quý và kính trọng với vai trò nổi bật và sáng lập của ông trong công cuộc đấu tranh giành độc lập cho dân tộc".[37] Trong thông cáo báo chí của Bộ trưởng Ngoại giao Pháp Laurent Fubius viết: "... Ông cũng là người gắn bó sâu sắc với văn hóa Pháp và sử dụng ngôn ngữ của chúng tôi một cách hoàn hảo. Tướng Giáp vừa là một nhà yêu nước và một người lính vĩ đại. Trong bối cảnh Pháp và Việt Nam đã trở thành đối tác chiến lược của nhau, tôi xin tưởng nhớ về một con người xuất chúng và gửi lời chia buồn sâu sắc tới gia quyến và nhân dân Việt Nam".[30]
- Singapore: Ngày 7 tháng 10, Thủ tướng Singapore Lee Hsien Loong gửi lời chia buồn tới Việt Nam và gia đình Tướng quân Võ Nguyên Giáp [41].
- Thái Lan: Thủ tướng Vương quốc Thái Lan Yingluck Shinawatra gửi điện bày tỏ: "Tôi đau buồn được tin Đại tướng Võ Nguyên Giáp đã qua đời, người được các thế hệ nhân dân nước CHXHCN Việt Nam vô cùng yêu mến và kính trọng". Đại sứ Vương quốc Thái Lan Anuson Chinvanno đã gửi điện chia buồn [30].
- CHDCND Triều Tiên: Chủ tịch Ủy ban Thường vụ Hội nghị Nhân dân tối cao Nước Cộng hòa Dân chủ Nhân dân Triều Tiên Kim Yong-nam gửi Ban Lễ tang Quốc gia Điện chia buồn [31].
- Trung Quốc: Ngày 7 tháng 10, thay mặt lãnh đạo Đảng, Nhà nước và nhân dân Trung Quốc, Tổng Bí thư, Chủ tịch Trung Quốc Tập Cận Bình bày tỏ lời chia buồn sâu sắc đến Đảng, Nhà nước và nhân dân Việt Nam trước sự ra đi của Đại tướng Võ Nguyên Giáp.[42]
- Uruguay: Tổng thống Uruguay, Jose Mujica gửi điện chia buồn tới Chủ tịch nước Trương Tấn Sang. Ông Mujica bày tỏ lời chia buồn chân thành nhất trước việc "vị tướng huyền thoại Võ Nguyên Giáp" từ trần, sau khi dành cả cuộc đời cho sự nghiệp thúc đẩy đấu tranh chống áp bức và "gieo niềm tin vào yếu tố con người như là chìa khóa của thắng lợi".[43]
- Venezuela: Ngày 5 tháng 10, Bộ Ngoại giao Venezuela ra thông cáo khẳng định việc Đại tướng ra đi cũng là một tổn thất đối với người dân quốc gia Nam Mỹ này.[43] Tổng thống nước Cộng hòa Bolivar Venezuela Nicolás Maduro đã gửi điện chia buồn.[30]

#### Các tổ chức, đảng phái
- Angola: Điện chia buồn của Đảng Phong trào Nhân dân Giải phóng Angola gửi Lãnh đạo Đảng Cộng sản Việt Nam có đoạn viết: "Đồng chí Võ Nguyên Giáp là một nhà lãnh đạo lịch sử và nhân vật nổi trội trong cuộc đấu tranh của nhân dân Việt Nam vì độc lập của đất nước và trong công cuộc xây dựng Chủ nghĩa xã hội, thống nhất Tổ quốc và đã để lại cho các thế hệ trẻ một di sản quan trọng" [31].
- Cộng hòa Dominica: Phong trào Cánh tả thống nhất Cộng hòa Dominicana (MIU) gửi điện chia buồn.[30]
- El Salvador: Đảng Mặt trận Giải phóng Dân tộc Farabundo Marti El Salvador (FMLN) đã gửi điện chia buồn tới Đảng Cộng sản và Nhân dân Việt Nam [44].
- Guatemala: Liên minh Cách mạng Toàn quốc Guatemala gửi điện chia buồn tới Đảng Cộng sản Việt Nam [31].
- Hy Lạp: Đảng Cộng sản Hy Lạp gửi điện chia buồn [31].
- Nhật Bản: Ủy viên Đoàn Chủ tịch Ban Chấp hành Trung ương, Viện trưởng Viện Nghiên cứu Khoa học xã hội, Đảng Cộng sản Nhật Bản (Nguyên Chủ tịch Đoàn Chủ tịch Ban Chấp hành Trung ương Đảng Cộng sản Nhật Bản) Fuwa Tetsuzo, thay mặt Ban Chấp hành Trung ương Đảng Cộng sản Nhật Bản gửi lời chia buồn tới Ban Chấp hành Trung ương Đảng Cộng sản Việt Nam.[45]
- Mozambique: Ngày 12 tháng 10, ông Alberto Chipande, Ủy viên Bộ Chính trị Đảng Mặt trận Giải phóng Mozambique (Frelimo) dẫn đầu đoàn đại biểu Cộng hòa Mozambique tham gia lễ viếng.[28]
- Palestine: Điện chia buồn của Đảng Phong trào Giải phóng Dân tộc Palestine (FATEH) [31].
- Síp: Đảng Tiến bộ của Nhân dân Lao động Síp (AKEL) gửi điện chia buồn đến Đảng Cộng sản Việt Nam.[46]
- Ý: Đảng Những người Cộng sản Ý gửi điện chia buồn tới Đảng Cộng sản Việt Nam [31].

Điện chia buồn của Quân ủy Trung ương Đảng Cộng sản Trung Quốc, có đoạn viết: "Được tin Đại tướng Võ Nguyên Giáp, người sáng lập chủ chốt và là nhà lãnh đạo kiệt xuất của Đảng Cộng sản Việt Nam, nước Cộng hòa Xã hội chủ nghĩa Việt Nam và Quân đội Nhân dân Việt Nam từ trần, chúng tôi xin gửi lời chia buồn sâu sắc".
Bộ trưởng Quốc phòng Philíppin Voltaire T. Gazmin.
Điện chia buồn của Bí thư toàn quốc Đảng Cộng sản Pháp.
Điện chia buồn của Đảng Cộng sản Peru Tổ quốc Đỏ.

## Thông tấn, báo chí
Hầu hết các hãng thông tấn lớn như AFP, Associated Press, Reuters, Tân Hoa Xã,... và các đài, báo lớn của các nước Pháp (Libération, L'Humanité, Le Parisien, Rue 89, LeTemps, Le Courrier...), Mỹ (Wall Street Journal, Washington Post, Bloomberg, New York Times...), Nga (Tiếng nói nước Nga, Lenta, Spbdnevnik, Sputnik...), Trung Quốc (Xinhua, Ifeng, Thời báo Hoàn Cầu, CRI, Nhân Dân nhật báo...), Anh (BBC, Telegraph, The Independent, Daily Mail,...), Nhật (Geocities, 47news...), Đức (Taz, DW (Deutsche Welle)...), Hàn Quốc, Cuba, Lào, Campuchia, Thái Lan (The Nation), Mông Cổ, Ấn Độ (Times of India,...), Singapore (Straits Times), Thổ Nhĩ Kỳ, Hà Lan, Tây Ban Nha (El Correo), Ba Lan, România, Thụy Sĩ, Italia (Rai,...), Venezuela, Bolivia (La-razon), Ecuador, Brasil (Planobrazil, Jornalagora), Chile, Argentina (La Nacion, Notícias...), Uruguay, Paraguay (La Estrella), Panama, Nicaragua, Cộng hòa Dominica, El Salvador, Algérie, Angola, Úc (Radio Australia,...), Malta (Malta Today), Hương Cảng (South China Morning Post), EU (Euronews), Malaysia (The Star)... đều có đưa tin.